# Alessia Anfuso
Alessia Anfuso (Roma, 4 novembre 1968) è una scenografa italiana.

## Filmografia
- 2061: Un anno eccezionale, regia di Carlo Vanzina (2007)
- Diverso da chi?, regia di Umberto Carteni (2009)
- Educazione siberiana, regia di Gabriele Salvatores (2013)
- Walking on Sunshine, regia di Max Giwa e Dania Pasquini (2014)
- Il racconto dei racconti - Tale of Tales, regia di Matteo Garrone (2015)
- Favola, regia di Sebastiano Mauri (2017)
- L'immensità, regia di Emanuele Crialese (2022)

## Riconoscimenti
- David di Donatello

2016 - Migliore scenografia con Dimitri Capuani per Il racconto dei racconti - Tale of Tales
- Ciak d'oro

2016: Migliore scenografia con Dimitri Capuani per Il racconto dei racconti - Tale of Tales